# یک شانس دیگر (فیلم ۲۰۱۴)
یک شانس دیگر (دانمارکی: En chance til) یک فیلم فیلم دلهره‌آور سینمای دانمارک به کارگردانی سوزان بیر می‌باشد که در سال 2014 منتشر شده‌است. نیکلای کاستر-والدو و اولریش تامسن از بازیگران این فیلم می‌باشند.این فیلم در جشنواره بین‌المللی فیلم تورنتو به نمایش درآمده است.